# Gaudí al millor so
La següent llista és la de les candidatures nominades i guanyadores del Premi Gaudí al Millor so, des de l'any 2009, quan es van crear.

## Palmarès
| Premiat            | Premis | Nominacions |
| ------------------ | ------ | ----------- |
| Marc Orts          | 8      | 14          |
| Oriol Tarragó      | 8      | 8           |
| Amanda Villavieja  | 3      | 4           |
| Fernando Novillo   | 3      | 1           |
| Sergio Bürmann     | 3      | 1           |
| Alejandro Castillo | 2      | 3           |
| Xavi Mas           | 2      | 2           |
| Dani Fontrodona    | 2      | 2           |
| David Calleja      | 2      | 1           |
| Eva Valiño         | 1      | 4           |
| James Muñoz        | 1      | 3           |
| Yasmina Praderas   | 1      | 3           |
| José Manovel       | 1      | 2           |
| Jordi Rossinyol    | 1      | 2           |
| Ricard Casals      | 1      | 1           |
| Ricard Galceran    | 1      | 1           |

### Dècada dels 2000
| Any  | Persones                                   | Pel·lícula                                         |
| ---- | ------------------------------------------ | -------------------------------------------------- |
| 2009 | Jaume Meléndez, James Muñoz i José Manovel | Eskalofrío                                         |
| 2009 | Salva Mayolas                              | No em demanis que et faci un petó perquè te'l faré |
| 2009 | Rupert Ivey, Albert Manera i Marc Orts     | Transsiberià                                       |
| 2009 | Robert Hein                                | Vicky Cristina Barcelona                           |

### Dècada dels 2010
| Any  | Persones                                                 | Pel·lícula                      |
| ---- | -------------------------------------------------------- | ------------------------------- |
| 2010 | Xavi Mas, Oriol Tarragó i Marc Orts                      | REC 2                           |
| 2010 | Ola Apenes, Kenneth Gustav, Jordi Arqués i Jordi Casugas | The frost                       |
| 2010 | Èric Arajol i Jordi Rossinyol                            | Trash                           |
| 2010 | Aleix Cuaresma i Àlex Pérez                              | Xtrems                          |
| 2011 | Dani Fontrodona, Fernando Novillo i Ricard Casals        | Pa negre                        |
| 2011 | Urco Garai, James Muñoz i Marc Orts                      | Buried                          |
| 2011 | Ferran Mengod, Marc Orts i Marisol Nievas                | Herois                          |
| 2011 | Albert Manera, Oriol Tarragó i Marc Orts                 | Els ulls de la Júlia            |
| 2012 | Jordi Rossinyol, Oriol Tarragó i David Calleja           | Mentre dorms                    |
| 2012 | Pelayo Gutiérrez i Nacho Royo-Vilanova                   | Chico i Rita                    |
| 2012 | Xavier Mas, Glenn Freemantle i Mike Dowson               | Bruc. La llegenda               |
| 2012 | Jordi Rossinyol, Oriol Tarragó i Marc Orts               | Eva                             |
| 2013 | Oriol Tarragó i Marc Orts                                | The Impossible                  |
| 2013 | Carlos Faruolo, Kiku Vidal i Jaime Fernández             | Les aventures de Tadeu Jones    |
| 2013 | Xavi Mas, Gabriel Gutiérrez i Marc Orts                  | REC 3: Gènesi                   |
| 2013 | Albert Manera, James Muñoz i José A. Manovel             | Llums vermells                  |
| 2014 | Licio Marcos de Oliveira, Oriol Tarragó i David Calleja  | Els últims dies                 |
| 2014 | Albert Manera, Isaac Bonfill, Oscar Grau i Marc Orts     | Fill de Caín                    |
| 2014 | Albert Manera, James Muñoz i José A. Manovel             | Grand Piano                     |
| 2014 | Albert Manera, Oriol Tarragó i David Calleja             | El cuerpo                       |
| 2015 | Sergio Bürmann, Oriol Tarragó, Marc Orts                 | El Niño                         |
| 2015 | Dani Fontrodona, Alejandro Castillo, Ricard Casals       | Stella Cadente                  |
| 2015 | Dani Fontrodona, Yisel Pupo, Marc Orts                   | L'altra frontera                |
| 2015 | Xavi Mas, Oriol Tarragó, Marc Orts                       | REC 4: Apocalipsi               |
| 2016 | Oriol Tarragó, Sergio Bürmann i Marc Orts                | Anacleto: Agent secret          |
| 2016 | Fernando Novillo, Franklin Hernández i Ricard Galceran   | El Rey de La Habana             |
| 2016 | Jesica Suarez i Albert Gay                               | Truman                          |
| 2016 | Oriol Tarragó i Marc Orts                                | Atrapa la bandera               |
| 2017 | Oriol Tarragó, Peter Glossop i Marc Orts                 | A monster calls                 |
| 2017 | Albert Manera i Xavier Mas                               | Cerca de tu casa                |
| 2017 | Alejandro Castillo, Amanda Villavieja i Denis Séchaud    | La propera pell                 |
| 2017 | Marc Orts, Carlos Alberto Lopes i Branko Neskov          | 100 metros                      |
| 2018 | Xavier Mas, Fernando Novillo i Ricard Galceran           | Incerta glòria                  |
| 2018 | Albert Gay, Enrique G. Bermejo i Carlos Jiménez          | La llibreria                    |
| 2018 | Diego Casares, Jonathan Darch i Dani Zacharias           | Anchor and Hope                 |
| 2018 | Eva Valiño, Roger Blasco i Carlos Jiménez                | Estiu 1993                      |
| 2019 | Alejandro Castillo i Amanda Villavieja                   | Entre dos aguas                 |
| 2019 | Oriol Tarragó                                            | Jurassic World: El regne caigut |
| 2019 | Albert Manera i Amanda Villavieja                        | Viaje al cuarto de una madre    |
| 2019 | Marc Orts, Oriol Tarragó i Sergio Bürmann                | Superlópez                      |

### Dècada dels 2020
| Any                                                               | Persones                                                      | Pel·lícula                         |
| ----------------------------------------------------------------- | ------------------------------------------------------------- | ---------------------------------- |
| 2020                                                              | Sergio Bürmann i Marc Orts                                    | Dolor y gloria                     |
| 2020                                                              | Amanda Villavieja i Albert Manera                             | El viatge de la Marta (Staff Only) |
| 2020                                                              | Diego Casares, Borja Barrera, Jonathan Darch i Dani Zacarias  | Els dies que vindran               |
| 2020                                                              | Sergio Rueda, Enrique G. Bermejo i Carlos Jiménez             | La hija de un ladrón               |
| 2021                                                              | Amanda Villavieja, Alejandra Molina i Fernando Novillo        | Las niñas                          |
| 2021                                                              | Albert Gay, Irene Rausell i Yasmina Praderas                  | Sentimental                        |
| 2021                                                              | Daniela Fermín, Quique López i Carlos Jiménez                 | La vampira de Barcelona            |
| 2021                                                              | Elena Coderch, Laura Tomás i Yasmina Praderas                 | No matarás                         |
| 2022                                                              | Dani Fontrodona, Oriol Tarragó, Marc Bech i Marc Orts         | Tres                               |
| 2022                                                              | Eva Valiño, Fabiola Ordoyo i Yasmina Praderas                 | Mediterráneo                       |
| 2022                                                              | Amanda Villavieja, Elena Coderch i Albert Manera              | Sis dies corrents                  |
| 2022                                                              | Isaac Bonfill, Oriol Tarragó i Marc Orts                      | Las leyes de la frontera           |
| 2023                                                              | Amanda Villavieja, Eva Valiño, Alejandro Castillo i Marc Orts | Un año, una noche                  |
| 2023                                                              | Aitor Berenguer, Laura Díez i Marc Orts                       | Los renglones torcidos de Dios     |
| 2023                                                              | Eva Valiño, Thomas Giorgi i Alejandro Castillo                | Alcarràs                           |
| 2023                                                              | Leo Dolgan i Xanti Salvador                                   | Suro                               |
| 2024                                                              | Xavi Mas, Eduardo Castro i Yasmina Praderas                   | Saben aquell                       |
| 2024                                                              | Eva Valiño, Koldo Corella i Xanti Salvador                    | 20.000 especies de abejas          |
| 2024                                                              | Leo Dolgan, Oriol Donat i Laia Casanovas                      | Creatura                           |
| 2024                                                              | Albert Gay, Enrique G. Bermejo i Carlos Jiménez               | Un amor                            |
| 2025                                                              |                                                               |                                    |
| Elena Coderch, Sarah Romero, Oriol Tarragó i Marc Bech            | Casa en flames                                                |                                    |
| Eva Valiño, Fabiola Ordoyo i Yasmina Praderas                     | El 47                                                         |                                    |
| Diana Sagrista, Alejandro Castillo, Eva Valiño i Antonin Dalmasso | Segundo premio                                                |                                    |
| Xavier Lavorel, Maya Baur, Kathleen Moser i Denis Séchaud         | Polvo serán                                                   |                                    |